# Coupe d'Afrique des nations de football 2002
Navigation
Ghana-Nigéria 2000 Tunisie 2004
La coupe d'Afrique des nations de football 2002 a eu lieu au Mali du 19 janvier au 13 février 2002, et a été remportée par le Cameroun, grâce à une séance de tirs au but victorieuse contre le Sénégal en finale.

## Qualifications
Le Mali et le Cameroun sont qualifiés d'office, respectivement en tant que pays organisateur et tenant du titre.
Sur les 49 autres nations inscrites à la compétition, sept ont été exemptées du tour préliminaire, et ont été désignées tête de série. Il s'agissait des quart-de-finalistes de la précédente CAN.
Les 42 nations restantes ont disputé un tour préliminaire en matchs aller et retour. Les 21 nations qualifiées ont été réparties dans 7 groupes, où figurait déjà l'une des têtes de série, donnant donc 7 groupes de 4 équipes.
Les deux premiers de chaque groupe ont été qualifiés pour la CAN.

### Nations qualifiées

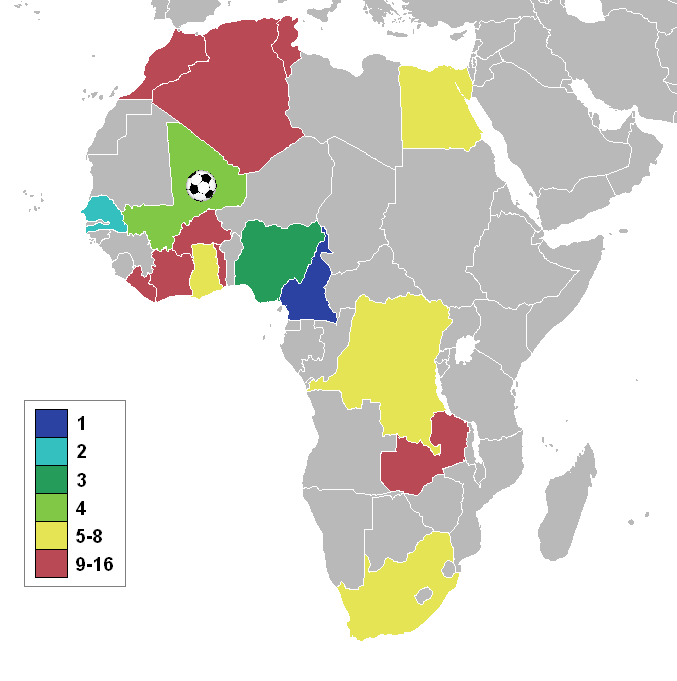
Pays qualifiés

Classées par leur nombre de participations à la CAN.
- Égypte (18e participation à la CAN)
- Côte d'Ivoire (15e participation)
- Ghana (14e participation)
- RD Congo (13e participation)
- Algérie (12e participation)
- Cameroun (12e participation)
- Nigeria (12e participation)
- Zambie (11e participation)
- Maroc (10e participation)
- Tunisie (10e participation)
- Sénégal (8e participation)
- Burkina Faso (5e participation)
- Togo (5e participation)
- Afrique du Sud (4e participation)
- Mali (3e participation)
- Liberia (2e participation)

## Tournoi final

### Groupe A
| Rang | Équipe  | Pts | J | G | N | P | Bp | Bc | Diff |
| ---- | ------- | --- | - | - | - | - | -- | -- | ---- |
| 1    | Nigeria | 7   | 3 | 2 | 1 | 0 | 2  | 0  | +2   |
| 2    | Mali    | 5   | 3 | 1 | 2 | 0 | 3  | 1  | +2   |
| 3    | Liberia | 2   | 3 | 0 | 2 | 1 | 3  | 4  | -1   |
| 4    | Algérie | 1   | 3 | 0 | 1 | 2 | 2  | 5  | -3   |

1re journée
| 19 janvier 2002 | Mali      | 1 – 1 | Liberia  | Stade du 26 Mars, Bamako                              |                                                       |
| 16:00           | Keita 87e |       | 45e Weah | Spectateurs : 50 000 Arbitrage : Abdel Hakim Shelmani | Spectateurs : 50 000 Arbitrage : Abdel Hakim Shelmani |

| 21 janvier 2002 | Algérie | 0 – 1 | Nigeria      | Stade du 26 Mars, Bamako                           |                                                    |
| 16:00           |         |       | 43e Aghahowa | Spectateurs : 10 000 Arbitrage : Felix Tangawarima | Spectateurs : 10 000 Arbitrage : Felix Tangawarima |

2e journée
| 24 janvier 2002 | Mali | 0 – 0 | Nigeria | Stade du 26 Mars, Bamako                      |                                               |
| 19:00           |      |       |         | Spectateurs : 50 000 Arbitrage : Alex Quartey | Spectateurs : 50 000 Arbitrage : Alex Quartey |

| 25 janvier 2002 | Liberia                | 2 – 2 | Algérie                     | Stade du 26 Mars, Bamako                             |                                                      |
| 19:30           | Daye 7e · K. Sebwe 72e |       | 45e Akrour · 90+1e Kraouche | Spectateurs : 4 000 Arbitrage : Raphaël Evehe Divine | Spectateurs : 4 000 Arbitrage : Raphaël Evehe Divine |

3e journée
| 28 janvier 2002 | Mali                     | 2 – 0 | Algérie | Stade du 26 Mars, Bamako                       |                                                |
| 18:00           | Bagayoko 18e · Touré 24e |       |         | Spectateurs : 50 000 Arbitrage : Lim Kee Chong | Spectateurs : 50 000 Arbitrage : Lim Kee Chong |

| 28 janvier 2002 | Liberia | 0 – 1 | Nigeria      | Stade Baréma Bocoum, Mopti                   |                                              |
| 19:00           |         |       | 63e Aghahowa | Spectateurs : 7 000 Arbitrage : Falla N'Doye | Spectateurs : 7 000 Arbitrage : Falla N'Doye |

### Groupe B
| Rang | Équipe         | Pts | J | G | N | P | Bp | Bc | Diff |
| ---- | -------------- | --- | - | - | - | - | -- | -- | ---- |
| 1    | Afrique du Sud | 5   | 3 | 1 | 2 | 0 | 3  | 1  | +2   |
| 2    | Ghana          | 5   | 3 | 1 | 2 | 0 | 2  | 1  | +1   |
| 3    | Maroc          | 4   | 3 | 1 | 1 | 1 | 3  | 4  | -1   |
| 4    | Burkina Faso   | 1   | 3 | 0 | 1 | 2 | 2  | 4  | -2   |

1re journée
| 20 janvier 2002 | Afrique du Sud | 0 – 0 | Burkina Faso | Stade Amary Daou, Ségou                       |                                               |
| 19:30           |                |       |              | Spectateurs : 12 000 Arbitrage : Falla N'Doye | Spectateurs : 12 000 Arbitrage : Falla N'Doye |

| 21 janvier 2002 | Maroc | 0 – 0 | Ghana | Stade Amary Daou, Ségou                          |                                                  |
| 16:00           |       |       |       | Spectateurs : 4 000 Arbitrage : Domenico Messina | Spectateurs : 4 000 Arbitrage : Domenico Messina |

2e journée
| 24 janvier 2002 | Afrique du Sud | 0 – 0 | Ghana | Stade Amary Daou, Ségou                      |                                              |
| 16:00           |                |       |       | Spectateurs : 5 000 Arbitrage : Mourad Daami | Spectateurs : 5 000 Arbitrage : Mourad Daami |

| 26 janvier 2002 | Burkina Faso | 1 – 2 | Maroc            | Stade Amary Daou, Ségou                       |                                               |
| 15:30           | Dagano 58e   |       | 23e 85e Zerouali | Spectateurs : 6 000 Arbitrage : Lim Kee Chong | Spectateurs : 6 000 Arbitrage : Lim Kee Chong |

3e journée
| 30 janvier 2002 | Afrique du Sud                         | 3 – 1 | Maroc                 | Stade Amary Daou, Ségou                           |                                                   |
| 16:00           | Zuma 42e · Mngomeni 48e · Nomvethe 51e |       | 77e (pen.) Benmahmoud | Spectateurs : 3 000 Arbitrage : Gamal Al-Ghandour | Spectateurs : 3 000 Arbitrage : Gamal Al-Ghandour |

| 30 janvier 2002 | Burkina Faso  | 1 – 2 | Ghana            | Stade Barema Bocoum, Mopti                            |                                                       |
| 16:00           | K. Traoré 81e |       | 90e 90+2e Boakye | Spectateurs : 15 000 Arbitrage : Chukwudi Chukwujekwu | Spectateurs : 15 000 Arbitrage : Chukwudi Chukwujekwu |

### Groupe C
| Rang | Équipe        | Pts | J | G | N | P | Bp | Bc | Diff |
| ---- | ------------- | --- | - | - | - | - | -- | -- | ---- |
| 1    | Cameroun      | 9   | 3 | 3 | 0 | 0 | 5  | 0  | +5   |
| 2    | RD Congo      | 4   | 3 | 1 | 1 | 1 | 3  | 2  | +1   |
| 3    | Togo          | 2   | 3 | 0 | 2 | 1 | 0  | 3  | -3   |
| 4    | Côte d'Ivoire | 1   | 3 | 0 | 1 | 2 | 1  | 4  | -3   |

1re journée
| 20 janvier 2002 | Cameroun   | 1 – 0 | RD Congo | Stade Babemba Traoré, Sikasso                 |                                               |
| 17:30           | M'Boma 40e |       |          | Spectateurs : 15 000 Arbitrage : Coffi Codjia | Spectateurs : 15 000 Arbitrage : Coffi Codjia |

| 21 janvier 2002 | Togo | 0 – 0 | Côte d'Ivoire | Stade Babemba Traoré, Sikasso                         |                                                       |
| 18:00           |      |       |               | Spectateurs : 15 000 Arbitrage : Chukwudi Chukwujekwu | Spectateurs : 15 000 Arbitrage : Chukwudi Chukwujekwu |

2e journée
| 25 janvier 2002 | Cameroun   | 1 – 0 | Côte d'Ivoire | Stade Babemba Traoré, Sikasso                      |                                                    |
| 17:30           | M'Boma 85e |       |               | Spectateurs : 15 000 Arbitrage : Gamal Al-Ghandour | Spectateurs : 15 000 Arbitrage : Gamal Al-Ghandour |

| 26 janvier 2002 | RD Congo | 0 – 0 | Togo | Stade Babemba Traoré, Sikasso                      |                                                    |
| 17:30           |          |       |      | Spectateurs : 7 000 Arbitrage : Hailemalak Tessema | Spectateurs : 7 000 Arbitrage : Hailemalak Tessema |

3e journée
| 29 janvier 2002 | Cameroun                             | 3 – 0 | Togo | Stade Babemba Traoré, Sikasso                    |                                                  |
| 16:00           | Mettomo 52e · Eto'o 80e · Olembe 89e |       |      | Spectateurs : 6 000 Arbitrage : Petros Mathabela | Spectateurs : 6 000 Arbitrage : Petros Mathabela |

| 29 janvier 2002 | RD Congo                                      | 3 – 1 | Côte d'Ivoire | Stade Abdoulaye Makoro Cissoko, Kayes              |                                                    |
| 16:00           | Yuvuladio 28e · Nonda 66e · Kimoto 81e (pen.) |       | 86e Traoré    | Spectateurs : 12 000 Arbitrage : Felix Tangawarima | Spectateurs : 12 000 Arbitrage : Felix Tangawarima |

### Groupe D
| Rang | Équipe  | Pts | J | G | N | P | Bp | Bc | Diff |
| ---- | ------- | --- | - | - | - | - | -- | -- | ---- |
| 1    | Sénégal | 7   | 3 | 2 | 1 | 0 | 2  | 0  | +2   |
| 2    | Égypte  | 6   | 3 | 2 | 0 | 1 | 3  | 2  | +1   |
| 3    | Tunisie | 2   | 3 | 0 | 2 | 1 | 0  | 1  | -1   |
| 4    | Zambie  | 1   | 3 | 0 | 1 | 2 | 1  | 3  | -2   |

1re journée
| 20 janvier 2002 | Égypte | 0 – 1 | Sénégal    | Stade omnisports Modibo-Keïta, Bamako            |                                                  |
| 15:30           |        |       | 82e Diatta | Spectateurs : 20 000 Arbitrage : Mohamed Guezzaz | Spectateurs : 20 000 Arbitrage : Mohamed Guezzaz |

| 21 janvier 2002 | Zambie | 0 – 0 | Tunisie | Stade omnisports Modibo-Keïta, Bamako           |                                                 |
| 19:00           |        |       |         | Spectateurs : 6 000 Arbitrage : Koman Coulibaly | Spectateurs : 6 000 Arbitrage : Koman Coulibaly |

2e journée
| 25 janvier 2002 | Égypte   | 1 – 0 | Tunisie | Stade omnisports Modibo-Keïta, Bamako                |                                                      |
| 15:30           | Emam 23e |       |         | Spectateurs : 3 000 Arbitrage : Arturo Daudén Ibáñez | Spectateurs : 3 000 Arbitrage : Arturo Daudén Ibáñez |

| 26 janvier 2002 | Sénégal    | 1 – 0 | Zambie | Stade omnisports Modibo-Keïta, Bamako                 |                                                       |
| 19:30           | Camara 90e |       |        | Spectateurs : 20 000 Arbitrage : Abdel Hakim Shelmani | Spectateurs : 20 000 Arbitrage : Abdel Hakim Shelmani |

3e journée
| 31 janvier 2002 | Égypte              | 2 – 1 | Zambie       | Stade omnisports Modibo-Keïta, Bamako         |                                               |
| 16:00           | Mido 35e · Emam 53e |       | 89e Kampamba | Spectateurs : 10 000 Arbitrage : Coffi Codjia | Spectateurs : 10 000 Arbitrage : Coffi Codjia |

| 31 janvier 2002 | Sénégal | 0 – 0 | Tunisie | Stade Abdoulaye Makoro Cissoko, Kayes            |                                                  |
| 16:00           |         |       |         | Spectateurs : 8 000 Arbitrage : Domenico Messina | Spectateurs : 8 000 Arbitrage : Domenico Messina |

### Quarts de finale
| 3 février 2002 | Afrique du Sud | 0 – 2 | Mali                            | Stade Abdoulaye Makoro Cissoko, Kayes                 |                                                       |
| 16:00          |                |       | 60e Touré · 90+2e Dr. Coulibaly | Spectateurs : 15 000 Arbitrage : Arturo Daudén Ibáñez | Spectateurs : 15 000 Arbitrage : Arturo Daudén Ibáñez |

| 3 février 2002 | Nigeria   | 1 – 0 | Ghana | Stade du 26 Mars, Bamako                         |                                                  |
| 19:00          | Lawal 80e |       |       | Spectateurs : 25 000 Arbitrage : Mohamed Guezzaz | Spectateurs : 25 000 Arbitrage : Mohamed Guezzaz |

| 4 février 2002 | Cameroun   | 1 – 0 | Égypte | Stade Babemba Traoré, Sikasso                 |                                               |
| 16:00          | M'Boma 62e |       |        | Spectateurs : 15 000 Arbitrage : Mourad Daami | Spectateurs : 15 000 Arbitrage : Mourad Daami |

| 4 février 2002 | Sénégal              | 2 – 0 | RD Congo | Stade Modibo Keïta, Bamako                        |                                                   |
| 19:00          | Diao 30e · Diouf 86e |       |          | Spectateurs : 25 000 Arbitrage : Domenico Messina | Spectateurs : 25 000 Arbitrage : Domenico Messina |

### Demi-finales
| 7 février 2002 | Nigeria      | 1 – 2 a. p. | Sénégal                   | Stade Modibo Keïta, Bamako                    |                                               |
| 16:00          | Aghahowa 88e |             | 54e P. B. Diop · 97e Diao | Spectateurs : 20 000 Arbitrage : Coffi Codjia | Spectateurs : 20 000 Arbitrage : Coffi Codjia |

| 7 février 2002 | Mali | 0 – 3 | Cameroun                   | Stade du 26 Mars, Bamako                       |                                                |
| 19:00          |      |       | 39e 45+1e Olembe · 84e Foé | Spectateurs : 50 000 Arbitrage : Lim Kee Chong | Spectateurs : 50 000 Arbitrage : Lim Kee Chong |

### Match pour la3eplace
| 9 février 2002 | Nigeria    | 1 – 0 | Mali | Stade Barema Bocoum, Mopti                            |                                                       |
| 16:00          | Yakubu 29e |       |      | Spectateurs : 15 000 Arbitrage : Abdel Hakim Shelmani | Spectateurs : 15 000 Arbitrage : Abdel Hakim Shelmani |

### Finale
| 13 février 2002 | Sénégal                                    | 0 – 0 a. p.       | Cameroun                              | Stade du 26 Mars, Bamako                           |                                                    |
| 15:00           |                                            |                   |                                       | Spectateurs : 50 000 Arbitrage : Gamal Al-Ghandour | Spectateurs : 50 000 Arbitrage : Gamal Al-Ghandour |
| 15:00           | Coly · Fadiga · Faye · Diouf · Aliou Cissé | Tirs au but 2 – 3 | Wome · Suffo · Lauren · Geremi · Song | Spectateurs : 50 000 Arbitrage : Gamal Al-Ghandour | Spectateurs : 50 000 Arbitrage : Gamal Al-Ghandour |

## Effectifs

### Classement final

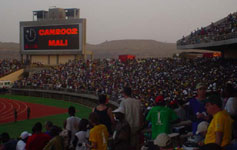
Stade du 26 Mars, lors de la CAN 2002

| Place | Équipe         |
| ----- | -------------- |
| 1re   | Cameroun       |
| 2e    | Sénégal        |
| 3e    | Nigeria        |
| 4e    | Mali           |
| 5e    | Égypte         |
| 6e    | Afrique du Sud |
| 7e    | Ghana          |
| 8e    | RD Congo       |
| 9e    | Maroc          |
| 10e   | Liberia        |
| 11e   | Tunisie        |
| 12e   | Togo           |
| 13e   | Burkina Faso   |
| 14e   | Zambie         |
| 15e   | Algérie        |
| 16e   | Côte d'Ivoire  |

### Équipe type de la compétition
| Gardien    | Défenseurs                                         | Milieux                                              | Attaquants                     |
| ---------- | -------------------------------------------------- | ---------------------------------------------------- | ------------------------------ |
| Tony Sylva | Taribo West Rigobert Song Ifeanyi Udeze Hany Ramzy | Seydou Keita Rafik Saifi Patrick Mboma Sibusiso Zuma | Julius Aghahowa El Hadji Diouf |

## Meilleurs buteurs
- Patrick Mboma ( Cameroun) (3 buts)
- Salomon Olembe ( Cameroun) (3 buts)
- Julius Aghahowa ( Nigeria) (3 buts)